# Miklós Ambrus
Miklós Ambrus (né le 31 mai 1933 à Eger et mort le 3 août 2019 à Budapest) est un joueur de water-polo hongrois. 
Il participe avec l'équipe de Hongrie aux  Jeux olympiques d'été de 1964 et remporte la médaille d'or. 

## Palmarès

### Palmarès en club
- Championnat de Hongrie
  - Champion en 1956, 1962, 1963, 1965, 1968
- Coupe de Hongrie
  - Vainqueur en 1962, 1964, 1965, 1967

### Palmarès en sélection
- Jeux olympiques de 1964 à Tokyo,  Japon
  -  Médaille d'or.
- Championnat d'Europe 1962 à Leipzig,  Allemagne de l'Est
  -  Médaille d'or.
- Universiade d'été de 1961 à Sofia,  Bulgarie
  -  Médaille de bronze.